# 科贝尔 (东比利牛斯省)
科贝尔（法語：Corbère，法語發音：[kɔʁbɛʁ] ⓘ）是法国东比利牛斯省的一个市镇，属于佩皮尼昂区。

## 地理
科贝尔（42°39'11"N, 2°39'39"E）面积7.25 平方千米，位于法国奧克西塔尼大區东比利牛斯省，该省份为法国大陆部分最南部的省份，涵盖了北加泰罗尼亚，北起奥德省，西接阿列日省和安道尔，南与西班牙接壤，东临地中海。
与科贝尔接壤的市镇（或旧市镇、城区）包括：泰特河畔伊耶、科贝尔莱卡巴讷、卡梅拉斯、卡沙斯、圣米歇尔德约特、米亚斯。

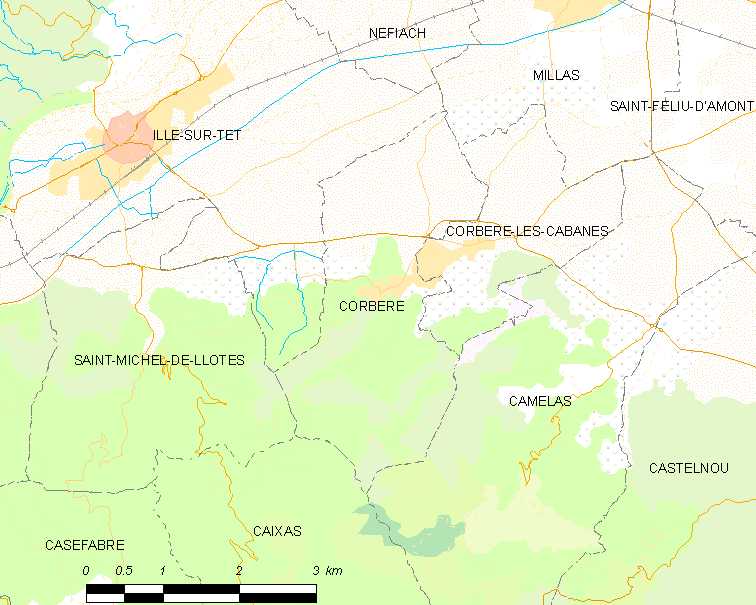
的OSM定位图

科贝尔的时区为UTC+01:00、UTC+02:00（夏令时）。

## 行政
科贝尔的邮政编码为66130，INSEE市镇编码为66055。

## 政治
科贝尔所属的省级选区为泰特河谷县。

## 人口

1962-2008年间人口变化图示

科贝尔于2022年1月1日时的人口数量为780人。